# Amp Futbol Ekstraklasa
Amp Futbol Ekstraklasa – klubowe rozgrywki ampfutbolowe organizowane od 2015 roku w Polsce, mające na celu wyłonienie mistrza Polski w amp futbolu. W rozgrywkach biorą udział drużyny klubowe z całego kraju, a także na zaproszenie drużyny zagraniczne.
Rozgrywki składają się z turniejów organizowanych przez poszczególne kluby ligi. W latach 2015–2021 podczas turniejów obowiązywał system "każdy z każdym bez rewanżów". W sezonie 2022 z powodu rozszerzenia ligi do sześciu zespołów rozgrywki nadal odbywają się systemem turniejowym "każdy z każdym", jednakże podczas każdego z turniejów pauzuje jedna z drużyn. 
Organizatorem rozgrywek jest stowarzyszenie Amp Futbol Polska.

## Medaliści
| Sezon | T. | Mistrz                    | Wicemistrz                    | III miejsce                                               | Król strzelców                                        | Br. | Najlepszy zawodnik                  | Najlepszy bramkarz                      | Uwagi    |
| ----- | -- | ------------------------- | ----------------------------- | --------------------------------------------------------- | ----------------------------------------------------- | --- | ----------------------------------- | --------------------------------------- | -------- |
| 2015  | 1  | Husaria Kraków            | Gryf Szczecin                 | GKS Góra                                                  | Tomasz Miś (Husaria)                                  | 12  | Mateusz Kabała (Husaria)            | Marek Zadębski (Husaria)                | 4 kluby  |
| 2016  | 2  | Husaria Kraków            | GKS Góra                      | Lampart Warszawa                                          | Tomasz Miś (Husaria)                                  | 15  | Bartosz Łastowski (Gryf)            | Jakub Popławski (Lampart)               | 5 klubów |
| 2017  | 3  | Husaria Kraków            | Gloria Varsovia               | Kuloodporni Bielsko-Biała                                 | Jakub Kożuch (Gloria)                                 | 18  | Jakub Kożuch (Gloria)               | Jakub Popławski (Gloria)                | 5 klubów |
| 2018  | 1  | Gloria Varsovia           | Kuloodporni Bielsko-Biała     | Husaria Kraków                                            | Jakub Kożuch (Gloria) Bartosz Łastowski (Kuloodporni) | 11  | Krystian Kapłon (Husaria)           | Jakub Popławski (Gloria)                | 4 kluby  |
| 2019  | 1  | Kuloodporni Bielsko-Biała | Husaria Kraków                | Legia Warszawa                                            | Bartosz Łastowski (Kuloodporni)                       | 24  | Bartosz Łastowski (Kuloodporni)     | Igor Woźniak (Husaria)                  | 4 kluby  |
| 2020  | 2  | Legia Warszawa            | Husaria Kraków / Wisła Kraków | Kuloodporni Bielsko-Biała / TSP Kuloodporni Bielsko-Biała | Krystian Kapłon (Wisła)                               | 19  | Krystian Kapłon (Wisła)             | Jakub Popławski (Legia)                 | 5 klubów |
| 2021  | 4  | Wisła Kraków              | Legia Warszawa                | TSP Kuloodporni Bielsko-Biała                             | Bartosz Łastowski (Legia)                             | 29  | Krystian Kapłon (Wisła)             | Łukasz Miśkiewicz (TSP Kuloodporni)     | 5 klubów |
| 2022  | 5  | Wisła Kraków              | TSP Kuloodporni Bielsko-Biała | Legia Warszawa                                            | Bartosz Łastowski (TSP Kuloodporni)                   | 27  | Bartosz Łastowski (TSP Kuloodporni) | Igor Woźniak (Wisła)                    | 6 klubów |
| 2023  | 6  | Wisła Kraków              | TSP Kuloodporni Bielsko-Biała | Warta Poznań                                              | Kamil Grygiel (Wisła)                                 | 26  | Kamil Grygiel (Wisła)               | Ałeksandr Kupryjanow (Nowe Technologie) | 7 klubów |
| 2024  |    |                           |                               |                                                           |                                                       |     |                                     |                                         | 8 klubów |

## Tabela medalowa
Stan na koniec sezonu 2023.
| Msc. | Klub                                      |   |   |   | Razem |
| ---- | ----------------------------------------- | - | - | - | ----- |
| 1.   | Husaria/Wisła Kraków                      | 6 | 2 | 1 | 9     |
| 2.   | Lampart/Gloria/Legia Warszawa             | 2 | 2 | 3 | 7     |
| 3.   | Kuloodporni/TSP Kuloodporni Bielsko-Biała | 1 | 3 | 3 | 7     |
| 4.   | GKS Góra                                  | 0 | 1 | 1 | 2     |
| 5.   | Gryf Szczecin                             | 0 | 1 | 0 | 1     |
| 6.   | Warta Poznań                              | 0 | 0 | 1 | 1     |

## Bilans klubów
Stan na początek sezonu 2024.
| zespół                                    | 2015 (4) | 2016 (5) | 2017 (5) | 2018 (4) | 2019 (5) | 2020 (5) | 2021 (5) | 2022 (6) | 2023 (7) | 2024 (8) | sezonów |
| ----------------------------------------- | -------- | -------- | -------- | -------- | -------- | -------- | -------- | -------- | -------- | -------- | ------- |
| Anpfif Hoffenheim                         | x        | x        | 5.       | x        | x        | x        | x        | x        | x        | x        | 1       |
| GKS Góra                                  | 3.       | 2.       | 4.       | 4.       | —        | x        | x        | x        | x        | x        | 5       |
| Gryf Szczecin                             | 2.       | 4.       | x        | x        | x        | x        | x        | x        | x        | x        | 2       |
| Husaria/Wisła Kraków                      | 1.       | 1.       | 1.       | 3.       | 2.       | 2.       | 1.       | 1.       | 1.       |          | 10      |
| Kuloodporni/TSP Kuloodporni Bielsko-Biała | x        | 5.       | 3.       | 2.       | 1.       | 3.       | 3.       | 2.       | 2.       |          | 9       |
| Lampart/Gloria/Legia Warszawa             | 4.       | 3.       | 2.       | 1.       | 3.       | 1.       | 2.       | 3.       | 5.       |          | 10      |
| Miedziowi Polkowice                       | x        | x        | x        | x        | 4.       | x        | x        | x        | x        | x        | 1       |
| Nowe Technologie Różyca                   | x        | x        | x        | x        | x        | x        | x        | 4.       | 6.       | x        | 2       |
| Stal Rzeszów                              | x        | x        | x        | x        | x        | x        | x        | 6.       | 7.       |          | 3       |
| Warta Poznań                              | x        | x        | x        | x        | x        | 4.       | 4.       | 5.       | 3.       |          | 5       |
| Widzew Łódź                               | x        | x        | x        | x        | x        | 5.       | 5.       | x        | x        | x        | 2       |
| Śląsk Wrocław                             | x        | x        | x        | x        | x        | x        | x        | x        | 4.       |          | 2       |
| Radomiak Radom                            | x        | x        | x        | x        | x        | x        | x        | x        | x        |          | 1       |
| Pokrowa Lwów                              | x        | x        | x        | x        | x        | x        | x        | x        | x        |          | 1       |

Legenda
- – 1. miejsce
- – 2. miejsce
- – 3. miejsce
- × – zespół nie brał udziału

## Tabela wszech czasów
Stan na grudzień 2019 roku. Nie uwzględniono anulowanych spotkań GKS-u Góra w sezonie 2019
| Miejsce | Klub                          | Punkty | PPG   | Mecze | Zwycięstwa | Remisy | Porażki | Br+ | Br- | +/−  |
| ------- | ----------------------------- | ------ | ----- | ----- | ---------- | ------ | ------- | --- | --- | ---- |
| 1.      | Husaria/Wisła Kraków          | 197    | 2.165 | 91    | 62         | 11     | 18      | 255 | 69  | +186 |
| 2.      | Lampart/Gloria/Legia Warszawa | 168    | 1.846 | 91    | 48         | 14     | 29      | 164 | 86  | +78  |
| 3.      | Kuloodporni Bielsko-Biała     | 119    | 1.506 | 79    | 37         | 8      | 34      | 120 | 96  | +24  |
| 4.      | GKS Góra                      | 81     | 1.350 | 60    | 25         | 6      | 29      | 76  | 108 | -32  |
| 5.      | Gryf Szczecin                 | 30     | 0.938 | 32    | 9          | 3      | 20      | 37  | 86  | -49  |
| 6.      | Warta Poznań                  | 7      | 0.438 | 16    | 1          | 4      | 11      | 7   | 50  | -43  |
| 7.      | Anpfiff Hoffenheim            | 3      | 0.188 | 16    | 0          | 3      | 13      | 5   | 31  | -26  |
| 8.      | Widzew Łódź                   | 3      | 0.188 | 16    | 0          | 3      | 13      | 2   | 51  | -49  |
| 9.      | Miedziowi Polkowice           | 0      | 0.000 | 15    | 0          | 0      | 15      | 3   | 92  | -89  |